# Мазер
Мазер (итал. Maser) је насеље у Италији у округу Тревизо, региону Венето.
Према процени из 2011. у насељу је живело 1498 становника. Насеље се налази на надморској висини од 141 м.

## Становништво
Према резултатима пописа становништва 2011. у општини је живело 4.962 становника.
| 1951. | 1961. | 1971. | 1981. | 1991. | 2001. | 2011. |
| ----- | ----- | ----- | ----- | ----- | ----- | ----- |
| 4.637 | 4.239 | 4.377 | 4.616 | 4.730 | 4.846 | 4.962 |